# Cine Arenas (Barcelona)
El Cine Arenas era una sala de cinema situada al carrer de la Creu Coberta, 22-24 del barri d'Hostafrancs de Barcelona.

## Història
Construït sobre l'antic Hostal d'Hostafrancs, va les portes el 25 de desembre del 1928 i tenia una capacitat d'unes 2000 butaques aproximadament.
El primer programa que es va projectar va ser El Danubio azul, Amores de niño i Sombras en la noche. S'hi representava cinema mut, la música del qual era interpretada per l'Orquestra Goldwin. També es duien a terme diferents actuacions de Ramper, Pepita Iris o Mary Sarín entre d'altres. Així com algunes obres de teatre.
La proximitat del cinema a plaça Espanya va fer que durant la celebració de l'Exposició Universal de 1929 hi hagués molta gent i també va ser la seu de la presentació d'una òpera d'una companyia de Paris.
El 1930 es va projectar per primera vegada cinema sonor, amb les pel·lícules La bodega, El despertar i El loco cantor. El 5 de juliol del mateix any s'hi va celebrar un festival d'òpera amb l'actuació de Lauri Volpi i Raymonde Visconti i amb l'orquestra dirigida pel mestre Josep Sabater.
El setembre del 1936 va acollir l'assemblea per a la col·lectivització de l'empresa tèxtil L'Espanya Industrial. Després de la Guerra Civil van tornar les actuacions d'orquestres i cobles. L'empresa encarregada de programar era Las Arenas, S. A. que també ho feia en altres sales com Albéniz, Alborada o Liceo.
El 1943 l'empresa Balañá va fer-se càrrec de la programació, juntament amb els cinemes Borrás, Capitol o Fémina.
L'any següent l'arquitecte Antoni Moragas va ser l'autor de la gran reforma que es va dur a terme. Aquesta va consistir en fixar l'aforament a 1500 butaques i decorar-ho amb elements moderns com les llums de neó i revestiments de flexpan.
Amb l'arribada de la democràcia, Balañá va deixar de programar, passant aquesta tasca als arrendataris del local. En uns temps no gaire bons, va començar a projectar pel·lícules eròtiques per a poder seguir funcionant. Una nova reforma per a renovar la pantalla i els equips de projecció va fer que l'aforament es reduís a 1140 butaques.
A finals de juliol de 1988 va tancar per reformes. Aquestes van consistir en renovar la pantalla i els equips de projecció i una reducció d'aforament a 1140 butaques. Reobrí l'1 de juliol del mateix any, però això no va evitar que amb el pas del temps tornessin a aparèixer imatges eròtiques a la pantalla. Cada cop els usuaris del cinema s'identificaven més amb els que busquen contactes bàsicament homosexuals.
Durant els anys 90 van intentar augmentar els espectadors amb programacions dobles i una actuació de diferents artistes com Curro Moreno o Maria de la O.
Després d'una nova reforma, el 23 de novembre de 1997 va reobrir amb una capacitat de 286 butaques.

## Arenas Cine Gai
L'11 de juny de 2001 es va projectar la primera pel·lícula de temàtica gai, aquestes van ser Splendor i Operación Reno.
El 2003 es va traslladar l'entrada principal al Carrer Tarragona 5- l'entrada del carrer Creu Coberta s'hi va ubicar una gran botiga de roba i material esportiu. Aquesta nova sala tenia una capacitat de 300 localitats.
També s'hi van dur a terme diferents reformes per adaptar-lo a les necessitats d'un cinema gay, com la incorporació d'un guarda-roba, una màquina expenedora de preservatius o un “cuarto oscuro”, entre d'altres.
El 12 d'octubre de 2015 va tancar les portes, ja que és un del edificis afectats pel nou pla d'urbanisme que pretén prolongar el carrer Diputació fins al de Creu Coberta i posteriorment fins a Gran Via.

## Curiositats
- Durant els anys 60 i 70 els homosexuals ja tenien cites discretes i de forma clandestina a la sala, per por als càstigs i persecucions del franquisme. I durant els anys 80 es va intensificar més.[1]
- Va ser un cinema amb molt de renom dintre del món gai, ja que va acabar apareixent a nombroses guies internacionals i turístiques d'aquest sector.[6]